# Lussuria (film 1986)
Lussuria è un film del 1986 diretto da Joe D'Amato.

## Trama
Alessio è un ventenne con grossi problemi caratteriali. Qualcosa, forse durante l'infanzia, ne ha minato irreparabilmente la psiche. Infatti, di tanto in tanto, è ossessionato da incubi che lo vedono dibattersi impotente in preda alla violenza erotica delle donne che gli sono accanto: la matrigna, la zia e la sorella. I suoi incubi s'intrecciano a ricordi di amori incestuosi di cui fu testimone da piccolo e a vicende di ambigui rapporti che coinvolgono ancora membri della sua famiglia.
In preda alla più profonda depressione, il ragazzo rischia di diventare il più feroce degli assassini.

## Incassi
La pellicola ha incassato complessivamente 308.000.000 di lire al botteghino italiano.